# Gorom-Gorom (département)
Gorom-Gorom est un département et une commune urbaine du Burkina Faso, situé dans la province de l’Oudalan et la région du Sahel. En 2012, le département comptait 106 346 habitants.
C'est près de ce village que dans la nuit du 9 au 10 mai 2019 le Maître Cedric de Pierrepont et le Maître Alain Bertoncello, membres des forces spéciales des commandos marins au sein du  Commando Hubert perdent la vie à la suite d'une libération de quatre otages.

## Villes et villages
Le département comprend une ville chef-lieu (population actualisée en 2012) :
- Gorom-Gorom (8 882 habitants), divisée en 5 secteurs

et 82 autres villages :
- Adiarey-Diarey (1 970 habitants)
- Alliakoum (1 426 habitants)
- Arréel (2 139 habitants)
- Assinga 1 (987 habitants)
- Assinga 2 (1 077 habitants)
- Bagawa (950 habitants)
- Balliata (947 habitants)
- Beiga (3 114 habitants)
- Belel-Séno (543 habitants)
- Bellagaoudi (689 habitants)
- Bidy I (1 251 habitants)
- Bidy II (603 habitants)
- Bosseye-Barabé (1 060 habitants)
- Bosseye-Dogabé (993 habitants)
- Bosseye-Étage (841 habitants)
- Boukari (2 010 habitants)
- Boundou-Woudoundou (888 habitants)
- Charam-Charam (1 044 habitants)
- Dambouguel (1 466 habitants)
- Darga (984 habitants)
- Darkoye (1 385 habitants)
- Débéré-Doumam (1 393 habitants)
- Débéré-Ling (1 359 habitants)
- Débentia (1 693 habitants)
- Déibéré-Nangué (1 298 habitants)
- Déibéri (1 763 habitants)
- Djaoutel (1 114 habitants)
- Djidé N'darga (846 habitants)
- Djiéguérinto (1 122 habitants)
- Doumam (2 254 habitants)
- Essakané-Site (1 684 habitants)
- Essakané-Village (1 487 habitants)
- Férel (1 728 habitants)
- Féterdé (904 habitants)
- Fourkoussou (828 habitants)
- Gagara I (417 habitants)
- Gagara II (641 habitants)
- Gaïgou (1 765 habitants)
- Gangani (649 habitants)
- Goseye-Site (1 020 habitants)
- Goseye-Village (2 212 habitants)
- Goulgountou-Kelchatmané (816 habitants)
- Gountouré (739 habitants)
- Guessel (598 habitants)
- Intara (827 habitants)
- Kel-Éguief (833 habitants)
- Kelfourwane (586 habitants)
- Kelgayane (994 habitants)
- Keltahont (753 habitants)
- Kiro-Hari (953 habitants)
- Komé (804 habitants)
- Koritigui (746 habitants)
- Korizéna (3 648 habitants)
- Léré-M'Bardi (281 habitants)
- Ley-Séno (630 habitants)
- Lillingo (1 704 habitants)
- Longuitiguel (789 habitants)
- Mamassi (1 677 habitants)
- Ménégou 1 (786 habitants)
- Ménégou 2 (756 habitants)
- N'Guidoye (1 968 habitants)
- Ounarè (979 habitants)
- Ourfou-Belel (1 012 habitants)
- Ouro-Hesso (555 habitants)
- Pétabarabé (319 habitants)
- Pétabouli (1 522 habitants)
- Pétanouri (559 habitants)
- Pétaldaye (415 habitants)
- Pétoye (635 habitants)
- Saouga (2 965 habitants)
- Set-Séré (2 451 habitants)
- Takoye (527 habitants)
- Tandougou (1 474 habitants)
- Tasmakatt (2 372 habitants)
- Tassiri (461 habitants)
- Tidmarel (1 310 habitants)
- Timboulel (2 491 habitants)
- Tiofolboye (880 habitants)
- Touka-Aguillanabé (601 habitants)
- Touro (2 059 habitants)
- Zoungouwaye (445 habitants)

## Autorités traditionnelles
- Ezab Ag Alhour est le chef de Canton de Gorom-Gorom[1].